# NGC 483
NGC 483 is een spiraalvormig sterrenstelsel in het sterrenbeeld Vissen. Het hemelobject ligt 192 miljoen lichtjaar van de Aarde verwijderd en werd op 11 november 1827 ontdekt door de Britse astronoom John Herschel.

## Synoniemen
- PGC 4961
- UGC 906
- MCG 5-4-29
- ZWG 502.50